# A Night In Tunisia
"A Night in Tunisia" es una composición musical de jazz escrita por Dizzy Gillespie y Frank Paparelli en 1942, cuando tocaba en la big band de Earl Hines. Paparelli era el pianista del grupo. Es uno de los estándares de jazz más conocidos.
Se conoce, en ocasiones, como "Interlude", y bajo este título fue grabada (en versión con letra) por Sarah Vaughan y Anita O'Day. El propio Gillespie la ha denominado frecuentemente "Night in Tunisia". Existen más de 500 versiones registradas en CD. En enero de 2004, The Recording Academy incorporó la versión de Dizzy Gillespie & His Sextet’s (1946, Victor) a su "Grammy Hall of Fame".

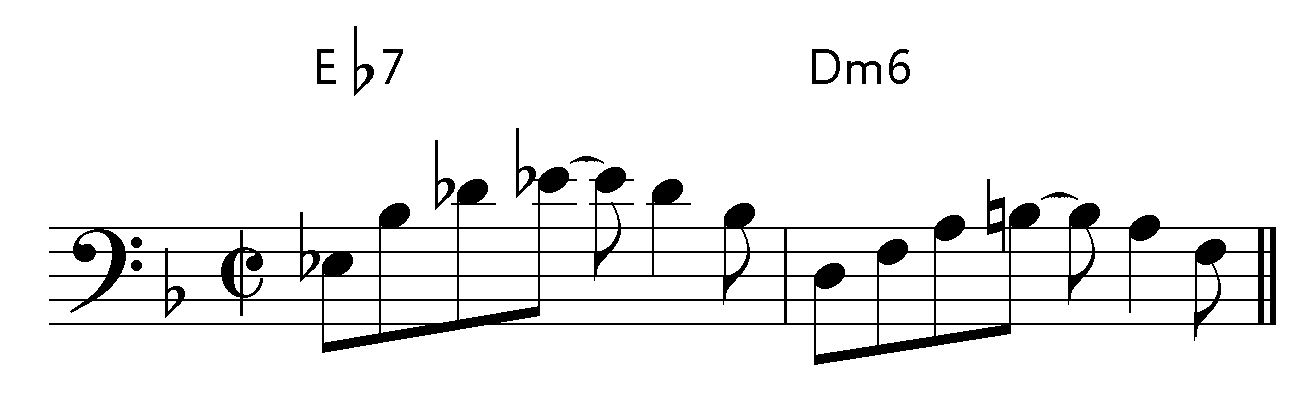
Ostinato (vamp) del contrabajo.

La compleja línea de bajo en la "sección A" del tema, es un vamp remarcable por evitar los recursos clásicos del "walking bass" y usar cambios de acorde oscilantes, medio intervalo arriba o abajo, dándole al tema un "feeling" misterioso y único. Como muchas de las composiciones de Gillespie, dispone de una corta introducción escrita y un breve interludio situado entre los solos, en este caso una secuencia de doce compases que lleva a un "break" de cuatro compases previo a la entrada del siguiente solista.

## Versiones más conocidas
Una de las versiones más famosas es la de Charlie Parker para el sello Dial. El tema está también muy identificado con Art Blakey & The Jazz Messengers. En su álbum "A Night at Birdland Vol. 1", Blakey introduce la pista contando la historia de cómo él estaba presente cuando Dizzy la compuso.
Existen otras muchas versiones del tema, entre ellas las de los siguientes artistas:
| - Art Blakey - Anthony Braxton - Clifford Brown - Rusty Bryant - Don Byas - June Christy - Miles Davis - Stefano di Battista - Michel Camilo - Paquito D'Rivera - Maynard Ferguson - Ella Fitzgerald |  | - Stan Getz - Dexter Gordon - Kids These Days - Bobby McFerrin con The Manhattan Transfer - Lambert, Hendricks & Ross - The Modern Jazz Quartet - PE'Z - Bud Powell - Nelson Rangell - Sonny Rollins - Poncho Sanchez |  | - Arturo Sandoval - Jimmy Smith - Cal Tjader - The Toasters - Lennie Tristano - The Turtle Island String Quartet - Frank Vignola - Victor Wooten - Big Sugar - J.A.M - C4 Trio |

Chaka Khan incluyó una versión del tema (con la aparición estelar del propio Gillespie y un sampler de la versión de Parker) en su tema "What Cha' Gonna Do for Me".